# Megachile tarsisignata
Megachile tarsisignata är en biart som beskrevs av Cockerell 1920. Megachile tarsisignata ingår i släktet tapetserarbin, och familjen buksamlarbin. Inga underarter finns listade i Catalogue of Life.